# ادوین آرنولد
سِر اِدوین آرنولد (به انگلیسی: Sir Edwin Arnold) (زاده ۱۰ ژوئن ۱۸۳۲ - درگذشته ۲۴ مارس ۱۹۰۴) شاعر و روزنامه نگار انگلیسی بود.
او بیشتر به خاطر اثر «نور آسیا» (به انگلیسی: The Light of Asia) شهرت دارد.